# Anthostoma melanotes
Anthostoma melanotes är en svampart som först beskrevs av Berk. & Broome, och fick sitt nu gällande namn av Pier Andrea Saccardo 1878. Anthostoma melanotes ingår i släktet Anthostoma och familjen Diatrypaceae.   Inga underarter finns listade i Catalogue of Life.